# Puck (måne)
Puck är en av Uranus månar. Den upptäcktes 1986 av den amerikanska rymdsonden Voyager 2 och fick den tillfälliga beteckningen S/1985 U 1. Av Uranus 10 nya satelliter som upptäcktes av Voyager 2, var det bara Puck som upptäcktes tillräckligt tidigt för att observationsskytteln kunde justeras för att ta bilder. 
Puck är uppkallad efter älvakungen Oberons oberäknelige tjänare i William Shakespeares pjäs En midsommarnattsdröm. Den har också beteckningen Uranus XV.

## Omloppsbana och rotation

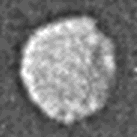
En av de få bilder som finns på Puck.

Puck kretsar kring Uranus på 86 004 kilometers avstånd på 0,76183 dygn. Omloppsbanan har en excentricitet på 0,00005 med en inklination på 0,318° i jämförelse till Uranus ekvator. Dess rotation är synkroniserad.

## Fysiska egenskaper
Puck är den sjätte största av Uranus månar och den största av planetens inre månar. Dess diameter som är ungefär 10 procent av Titanias. Man känner mycket litet till om den utöver dess bana runt planeten och dess mycket låga albedo. Puck ser ut att vara nästan sfärisk formad, ungefär samma form som Neptunus måne Proteus fast Proteus är mer än dubbelt så stor. Man har också namngivit tre kratrar: Bogle, Butz och Lob.